# Равлик, Иван Романович
Иван Романович Равлик (укр. Іван Романович Равлик псевдоним «Марчак» 15 июня 1909, село Коровица Стара — 25 сентября 1942, Львов) — деятель ОУН(б), соратник С. Бандеры. В 1941 году заместитель референта СБ ОУН(б).

## Биография
Родился 15 июня 1909 года в селе Коровица Стара, Любачевского уезда на Западной Украине (территория современной Польши). Обучался в мужской гимназии города Пшемысль. В гимназии стал членом 6 куреня им. полковника И. Богуна. Член куренной команды (куренной писарь), основатель и член пластового кружка «Фата Моргана» (Любачев); впоследствии член 10 старшепластового куреня «Черноморцы». Отмечен Верховной пластовой командой за полезный и успешный труд. Во время проведения процесса против Лемика во Львове, организовал большую демонстрацию, в которой был ранен. 
Обучался в Львовском университете, по специальности инженер, но был отчислен из-за принадлежности к украинским националистическим организациям. Неоднократно задерживался польской полицией. 13 октября 1932 года вместе с 16 другими студентами арестован польской полицией во время проведения повторной ревизии в Академическом доме во Львове. В 1934 году жил вместе со Степаном Бандерой в Академическом доме (улица Супинского, 21) в комнате № 56.
В 1936 году Иван Равлик был осуждён польскими властями по так называемому Львовскому процессу на 5 лет заключения, но позже срок сократили до двух лет и шести месяцев. Выпущен в июне 1938 года (по другим данным 9 августа 1937). В июне 1938 года связной ОУН c главным организатором плана по организации побега Степана Бандеры из польской тюрьмы «Вронки». 20 марта 1939 года участвовал в Конгрессе украинского студенчества во Львове, который проходил в здании Национального музея. После окончания Конгресса вместе с другими участниками был арестован польской полицией и находился под следствием до сентября 1939 года. 
После перехода западноукраинских земель под контроль Советского Союза, перебрался на территорию Генерал-губернаторства, где проходил подготовку в Старшинской школе им. полковника Коновальца в Кракове, после чего проводил в ней лекционные курсы по структуре и задачам спецслужб в контексте опыта мировых держав. По информации, которая приводится в протоколе допроса Владимира Саляка, учился в Закопаньской разведывательной школе.
По информации, которая приводится в протоколе допроса Григория Пришляка, в 1940 году Равлик занимал должность руководителя референтуры СБ Краевого органа ОУН. По воспоминаниям Юрия Шухевича в 1940 году Равлик с женой жили в Кракове в комнате дома № 22 по улице Зелёной, где также обитали сам Шухевич с отцом, Ярослав Стецько и Степан Ленкавский. После раскола ОУН стал членом Революционного органа ОУН, занимал должность заместителя руководителя Службы Безопасности ОУН Николая Арсенича и руководителя отдела контрразведки Краковского военного штаба ОУН(б).
В информации, которая приведена в протоколе допроса следователем НКВД одного из деятелей мельниковского крыла ОУН Александра Куца, руководством ОУН(м) было дано поручение Теодору Яцури, Ярославу Гайвасу и Александру Куцу осуществить физическую ликвидацию Ивана Равлика в Пшемысле или Ярославе, что, впрочем, не было осуществлено. Кроме того, боевиками ОУН(м) планировалось нападение на квартиру Равлика, от которого пришлось отказаться из-за нехватки сил. По воспоминаниям Любы Возняк (Лемик), Иван Равлик, вероятно, был свидетелем на венчании Степана Бандеры с его женой Ярославой Опаровской.
В феврале 1941 года участвовал в одной из неофициальных встреч руководства ОУН (б) с представителями немецких властей Генерал-губернаторства. Был одним из организаторов Украинского национального комитета в Кракове 1941 года. 14 июня 1941 года вместе с другими украинскими деятелями подписал Воззвание украинских политических и общественных деятелей с призывом к объединению всех патриотических сил для восстановления украинского государства.

## Участие в создании Украинской народной милиции в 1941 году
После начала Великой Отечественной войны в июне 1941 года Иван Равлик в составе походной группы ОУН (б) во главе с Ярославом Стецько и Василием Куком переходит линию границы и 30 июня 1941 года оказывается во Львове. Через несколько дней после занятия Львова немецкими войсками вместе с Ярославом Стецько, организовал и возглавил городскую оккупационную полицию, которая, по намерениям бандеровцев, должна была стать костяком для украинской полиции. Сам Стецько в своей книге «30 июня 1941. Провозглашение восстановления государственности Украины» вспоминает Ивана Равлика как одного из ключевых организаторов Украинской народной милиции летом 1941 года. Он пишет, в частности:
Имея подробные инструкции относительно создания государственной жизни как в других его участках, так и в части формирования государственной полиции, сразу же планово и организованно с верою: Иван Равлик взялся за это дело еще 30 июня 1941 г., чтобы обеспечить провозглашение восстановления государственности в «Просвите» и организовать местные станции милиции. Иван Равлик в одночасье подобрал и организовал милицию во всём крае, а впоследствии должен был назначить коменданта милиции города Львова
В другом месте Стецько отмечает, что Иван Равлик «был президентом полиции, пока на этот пост не был назначен Евгений Врецьона». Важную роль Ивана Равлика вместе с Евгением Врецьоной в организации украинской милиции во Львове летом 1941 года отмечает и другой участник событий Василий Кук. Исследователь Пётр Мирчук указывал, что Равлик занимался организацией украинской милиции не только во Львове, но и в целом в Западной Украине. В немецком донесении о событиях в СССР № 10 от 2 июля 1941 г. «Вопрос акции "чистки"» в разделе I «Политический обзор», говорится, что:
Элементы группы Бандеры организовали под руководством Стецько и Равлика милицию и вернули к жизни магистратское бюро
Современные исследователи отмечают, что соответствующие поручения по организации украинской милиции были выданы Ивану Равлику Ярославом Стецько по окончании Национального собрания в помещении «Просвиты» вечером 30 июня 1941 года. Правда, конкретная роль Ивана Равлика в создании украинской милиции летом 1941 года, а также его должность в этой структуре пока остаются  до конца невыясненными.
В частности, Григорий Пришляк вспоминал, что:
В июле 1941 г., согласно направленному распоряжению я выехал в г. Львов, появился на ул. Русской, 20 у «Свободы» (А. Карачевского), он меня направил в распоряжение И. Равлика, занимавшего в то время должность руководителя СБ. По распоряжению Равлика, я принял дела СБ, а когда Равлик был переведен на другую работу, то меня Лебедь назначил руководителем СБ (Львовского) Краевого органа
По утверждению исследователя Анатолия Бедрия:
Почтенную работу выполнило Министерство Государственной Безопасности под руководством Николая Лебедя. По линии этого министерства и по поручению Руководства ОУН Иван Равлик организовал украинскую государственную милицию. При взаимодействии с краевым органом ОУН в Западно-украинских землях Равлик организовал в течение нескольких недель сотни станций украинской милиции
Таким образом, из приведённых выше документов и воспоминаний видно, что Равлик занимался организацией Украинской народной милиции во Львове летом 1941 года или как заместитель руководителя СБ ОУН (б), одновременно исполняя обязанности её руководителя на территории Украины до прибытия Николая Арсенича, или как руководитель СБ Львовского краевого органа ОУН (б), обязанности которого он исполнял в июле 1941 года, пока не был переведён на другую работу.
Предположение о том, что Иван Равлик занимал какие-то должности непосредственно в Украинской народной милиции Львова летом 1941 года, в частности должности «областного» или «городского» коменданта УНМ, основывается только на косвенном упоминании в воспоминаниях Ярослава Стецько и, пока, не имеет надлежащих подтверждений в других документальных источниках.

## Иная деятельность в 1941 году
Как вспоминает Ярослав Стецько, Иван Равлик участвовал в коротких совещаниях, на которых в первые дни существования УДП утверждались его решения. По информации, которая приводится в протоколе допроса Григория Пришляка, в июле 1941 года Равлик занимал пост руководителя политической референтуры Краевого органа ОУН(б). Был участником встречи руководителей ОУН(б) (вместе с Ярославом Стецько, Романом Шухевичем и Николаем Лебедем) с представителями абвера Гансом Кохом и Эрнстом цу Айкерном в палатах митрополита Шептицкого.
После ареста Степана Бандеры 7 (по другим данным 8 или 10) июля 1941 года вместе с Ярославом Стецько, Николаем Лебедем, Ярославом Старухом, Иваном Климовым-«Легендой», Львом Ребетом, Василием Турковским и приглашённым в качестве сотрудника УДП Романом Ильницким, принимал участие в совещании членов Руководства ОУН(б) в здании гостиницы «Днестр» во Львове, на которой обсуждалась общая ситуация и дальнейшие действия ОУН(б) в условиях непризнания немецкой властью украинской государственности.
В середине июля 1941 года вместе с Рихардом Ярым и группой членов ОУН(б) ездил в Варшаву, в окрестностях которой в то время располагались некоторые органы штаба ОКВ Германии, в частности, абвера, с целью выяснения отношения немецких официальных кругов к украинскому национально-освободительному движению. После чего участвовал в дальнейшем совещании членов ОУН (б) по результатам переговоров с немцами, и по окончании на автомобиле вернулся во Львов. Во время пребывания в Варшаве передал личное письмо от Ярослава Стецько президенту УНР Андрею Ливицкому о поддержке деятельности УДП.
На собрании Украинской Национальной Рады во Львове 4 августа 1941 года был предложен Михаилом Кравцовым кандидатом в новый состав Рады, однако избран не был. Отказался участвовать в арестах еврейских и польских деятелей науки и культуры.

## Арест и гибель
В декабре 1941 года арестован СД вместе с семьёй, за отказ поддержать массовые аресты евреев Львова. Согласно воспоминаниям Остапа Тарнавского по состоянию на 15 сентября 1941 года Равлик был заключён в тюрьму на улице Лонцкого. Однако по воспоминаниям Мирослава Прокопа Иван Равлик днём 15 сентября 1941 года принимал участие в собрании руководителей ОУН(б), инициированных Николаем Лебедем на конспиративной квартире на улице Пекарской во Львове.
Кроме того, есть данные о том, что в конце сентября — начале октября 1941 года Иван Равлик как член Главного органа и заместитель референта СБ ОУН(б) принимал участие в первой подпольной конференции руководителей бандеровского крыла ОУН, которая состоялась в пригороде Львова Збоевской (по другим данным в селе Сороки под Львовом) на квартире директора местной школы. Целью Конференции была оценка общей ситуации и правильности тактики, выбранной ОУН (б) в начале войны, а также определение задач и тактики борьбы на ближайшее время.
Еще одну возможную дату ареста Ивана Равлика приводит в своей книге Николай Лебедь, и согласно этой информации Иван Равлик был арестован в декабре 1941 года. Та же дата указывается и в воспоминаниях Ярослава Стецько. Несколько подробнее описывает обстоятельства ареста и гибели Ивана Равлика в своей книге исследователь Петр Мирчук. Согласно приведенной им биографической справке:
В декабре 1941 года Равлика заманил на разговор о взаимоотношениях ОУН и организации Мельника Зиновий Кныш, его «приятель» по деятельности в «Центросоюзе», и выдал его в руки гестапо. Во время допросов гестаповский палач Визринг замучил Равлика насмерть. В тех пытках принимал активное участие мельниковский фольксдойче Тютюник из Жолквы, главный помощник Визринга в пытке украинских политзаключенных, и мельниковский сотрудник СД Чучкевич
В другом месте он выдаёт некоторые подробности ареста Равлика и его причины, отмечая, что:
Во Львове свою искреннюю преданность гестапо Зиновий Кныш доказал помощью в поимке Ивана Равлика. В уничтожении семьи Равлика Кныш сотрудничал с Чучкевичем, который ожидал особой возможности для исполнения дьявольской мести жене Равлика. Кныш под конец польской оккупации работал вместе с Равликом в Центробанке и они оба считались товарищами. [...] Ему было несложно заполучить адрес семьи Равлика, который он и передал Чучкевичу. Тот, когда жена Равлика, тогда студентка Львовского университета, Мирослава Глинянская ещё была не замужем, был «по уши» влюблён в неё и хотел на ней жениться, но остался ни с чем. Теперь получив её адрес, Чучкевич арестовал её, её мать и её кузину, и передал гестапо для садистских допросов, чтобы обнаружить место пребывания Равлика. [...] Одновременно сам Кныш передал приглашение Равлику на встречу для разговора о мельниковско-бандеровских взаимоотношениях. Равлик был посредником во встрече мельниковских проводников Рогача, Бак-Бойчука и Гайваса со Стецько, поэтому согласился встретиться и со своим бывшим приятелем Кнышем для организации встречи представителей Органа Украинских националистов и ОУН. И это своё доверие к мельниковскому фольксдойче Зиновию Кнышу оплатил Равлик собственной жизнью: Кныш заманил его в ловушку гестапо, которое его схватило и на допросах в тюрьме замучило насмерть
По крайней мере до 15 сентября 1942 года содержался в тюрьме на ул. Лонцкого. По утверждению Николая Лебедя и Ярослава Стецько, Иван Равлик погиб в немецкой тюрьме в 1942 году, «в результате многомесячных изощрённых пыток». Существует информация, что это произошло 1 сентября 1942 года «во Львовской тюрьме из-за длительного тюремного истощения и тяжелого избиения». Однако «Вестник украинской информационной службы» ч. 9 за 1943 год подает другую дату гибели Ивана Равлика — 25 сентября 1942 г..

## Семья
По воспоминаниям Юрия Шухевича, жена Ивана Равлика Мирослава Глинянская была двоюродной сестрой жены Романа Шухевича Натальи. В 1934 году она стала крёстной матерью Юрия Шухевича. Училась на филологическом факультете Львовского университета.
По утверждению Николая Лебедя и Ярослава Стецько, родители Ивана Равлика, а также отец и сестра его жены в 1940 году были депортированы советскими органами госбезопасности в Сибирь. А жена, тёща и ещё трое членов семьи Равлика были арестованы вместе с ним в 1941 году. По информации «Вестника украинской информационной службы» ч. 9 за 1943 год жена Равлика Мирослава и её мать были вывезены из тюрьмы и, вероятно, казнены. Ярослав Стецько отмечает, что все заключённые вместе с Иваном Равликом члены его семьи были расстреляны немецкой службой безопасности ещё до смерти последнего.

## Интересные факты
Во время Львовского процесса 1936 года Иван Равлик, ввиду отсутствия у полиции доказательств его участия в ОУН, отрицал свою причастность к Организации, заявляя при этом, что по своим убеждениям является украинским националистом. Во время его объяснений по делу председатель суда пытался спровоцировать его к уточнению, как надо понимать, что он является украинским националистом, однако не членом ОУН, и задал ему вопрос, как он оценивает ОУН и её деятельность. В ответ на это Равлик заявил, что не считает судебный зал подходящим форумом для подобных дискуссий. Пристыженный председатель суда заметил, что Равлик является «знаменитым диалектиком» и оставил попытки провоцирования подсудимых на то, чтобы они либо выражали открытую поддержку ОУН, и тем самым подтверждали доводы обвинения, или осуждали её, чтобы доказать свою непричастность к организации.
На досудебном следствии один из обвиняемых Ярослав Макарушка дал показания против Ивана Равлика, однако в своём последнем слове на процессе отказался от них, отметив, что:
Как известно, во время следствия я оговорил вполне невинного человека. Этим человеком является подсудимый Равлик, с которым я встретился впервые в судебном зале. Я уже раз ощутил трагедию невиновного человека, которого оговорили. В виду того, что передо мной долгие годы тюрьмы, я прошу снять с моей совести то бремя, которое налагает осознание того, что я обременил невинного человека
Ярослав Стецько в своих мемуарах вспоминает, что первую ночь после прихода походной группы ОУН(б) во Львов 30 июня 1941 года, он провёл в доме семьи Ивана Равлика.